# Mount Vernon, Ohio
Mount Vernon är administrativ huvudort i Knox County i delstaten Ohio. Orten fick sitt namn efter George Washingtons herrgård i Virginia. Mount Vernon hade 16 956 invånare enligt 2020 års folkräkning.